# Десть
Десть (от перс. دسته‎, daste — рука, горсть) — русская единица счёта писчей бумаги, равная 24 листам бумаги. Единица использовалась до введения метрической системы. После этого некоторое время существовала промежуточная единица — метрическая десть, равная 50 листам. 
1 десть = 24 листа бумаги = 1/20 стопы = 1/200 кипы